# 朱兆云
朱兆云（1954年3月—），云南巍山人，汉族，中国共产党党员。中华人民共和国政治人物、第十三届全国人民代表大会云南省代表。

## 生平
2018年，朱兆云被选为云南省出席第十三届全国人民代表大会代表。